# Rubato

Das Rubato bei Béla Bartóks 1. Rhapsodie, op. 1 (1904)

Rubato oder  tempo rubato (frei im Vortrag, ital. rubare = rauben, stehlen), auch rubamento di tempo, rubando, bezeichnet in der Musik verschiedene Arten von Verlängerung oder Verkürzung im Spielen von Tönen, oft verbunden mit der Forderung, dass die „geraubte Zeit“ wieder zurückgegeben werden muss.
Bereits im 18. Jahrhundert benennt tempo rubato diverse Arten der Manipulation von Tondauern und Taktgewicht. So gilt als tempo rubato etwa die Umkehrung der metrischen Gewichtsverhältnisse durch Betonung leichter Zählzeiten.
Vor allem bezeichnete der Begriff eine Spielweise, bei der die Melodiestimme vorauseilt oder zurückbleibt, während die Begleitung streng im Takt bleibt, so dass Melodie und Begleitung für eine Weile nicht synchronisiert sind. Berühmt für diese Technik waren Franz Benda, Wolfgang Amadeus Mozart und Frédéric Chopin. 

„Daß ich immer accurat im tact bleybe. über das verwundern sie sich alle. Das tempo rubato in einem Adagio, daß die lincke hand nichts darum weiß, können sie gar nicht begreifen. bey ihnen giebt die lincke hand nach.“

Auch auf frühen Tonaufnahmen ist diese Praxis noch zu hören, nicht zuletzt in der pianistischen Manier, Melodietöne fast grundsätzlich nach dem Basston zu spielen.
Im Verlauf des 19. und 20. Jahrhunderts wurde der Begriff mehr und mehr gleichbedeutend mit Agogik verwendet, also als generelle Beschleunigung oder Verlangsamung des Tempos. Die Vortragsbezeichnung für einen freien Umgang mit dem Tempo war im 18. Jahrhundert con discrezione. Das eigentliche Rubato-Spiel kam zu „Beginn […] des 20. Jahrhunderts […] vollends aus der Mode, und ein gewisser Hautgout haftet ihm bis heute an“.
Das explizit im Notentext geforderte Rubato ist vor allem in der Musik der Romantik zu finden. Insbesondere die Klaviermusik Chopins sowie einige Werke von Franz Schubert und Alexander Skrjabin tragen ausführliche Anweisungen zum Rubato. 
Im Jazz ist rubato ein interpretatorisches Mittel, dem unter dem Begriff Offbeat eine andere Bedeutung beigemessen wird. Beim Drive werden Akzente vor dem Grundschlag gesetzt. Relaxed hinken die Akzente verschleppend dem Grundschlag hinterher.